# Ceglie Messapica
Ceglie Messapica er en by i Apulien, Italien med 18.680 (2023) indbyggere.